# Mostly Ghostly: Who Let the Ghosts Out?
Mostly Ghostly: Who Let the Ghosts Out? – komediowy film fantasy na podstawie serii książek R.L Stine Mostly Ghostly. Premiera odbyła się w Halloween 2008 roku na amerykańskiej stacji Disney Channel. W filmie występują: Madison Pettis, Luke Benward, Kim Rhodes, David DeLuise, Brian Stepanek oraz Sabrina Bryan.

## Fabuła
Jedenastoletni Max Doyle (Sterling Beaumon) kocha magię i chce zostać iluzjonistą by pokazać co potrafi bratu Colinowi (Adam Hicks). Rodzeństwo duchów Nick i Tara Roland (Luke Benward i Madison Pettis) nie wiedzą w jaki sposób stracili życie i co stało się z ich rodzicami. W Halloweenową noc, która wydaje się być taka sama jak każda inna Tara i Nicky wracają do domu. Chcąc się dowiedzieć co jest nie tak, zaczepiają ludzi po drodze – nikt ich jednak nie zauważa. Poirytowani wracają do swojego domu, w którym mieszka teraz rodzina Maxa. Okazuje się, że tylko Max może widzieć rodzeństwo i tylko on może im pomóc dowiedzieć się co się stało z rodzicami. Okazuje się, ze państwo Roland byli łowcami duchów i zły duch Phears (Brian Stepanek) zmienił ich dzieci w duchy (nie wiadomo jednak co stało się z ich rodzicami i czy udało im się ich odnaleźć tak jak w książce). Max do swoich magicznych sztuczek używa połowy zaklęcia, które gdzieś znalazł (from the light of earth the dark decends, should they return that all depends) odkrywa to Phears i znając tylko połowę magicznych słów oczekuje Halloween by móc uwolnić siebie i swoją armię z portalu, w którym zostali zamknięci przez rodziców Nicky'ego i Tary. W czasie próby do szkolnego pokazu, Max tak zajęty towarzystwem pięknej asystentki Traci (Ali Lohan) ignoruje Tarę, która zostaje porwana przez Phearsa.

## Obsada
- Sterling Beaumon jako Max Doyle – główny bohater filmu. Jedenastoletni chłopiec, który postanawia pomóc Nicky’emu i Tarze pokonać Phearsa.
- Madison Pettis jako Tara Roland – dziewięcioletnia dziewczynka-duch, która lubi Maxa, trochę bardziej niż brata. Mieszkała w domu Maxa zanim jego rodzina się tam wprowadziła. Raz z bratem nastraszyli chłopaka, który terroryzował Maxa w szkole.
- Luke Benward jako Nicky Roland – jedenastoipółletni chłopiec-duch, brat Tary. Czasami jest złośliwy w stosunku do Maxa, bardzo brakuje mu rodziców. Zdarza mu się dokuczać Maxowi i jego rodzinie.
- Brian Stepanek jako Phears – Duch-diabeł, który porwał państwo Doyle. Główny wróg rodzeństwa i Maxa.
- Ali Lohan jako Traci West – popularna dziewczyna, ze szkoły Maxa. Zgadza się zostać jego asystentką.
- David DeLuise jako John Doyle – ojciec Maxa i Colina. Faworyzuje starszego syna. Uwielbia sport i chce żeby Max zajął się sportem zamiast magią.
- Kim Rhodes jako Harriet Doyle – opiekuńcza mama Maxa i Colina.
- Adam Hicks jako Colin Doyle – wredny starszy brat Maxa.